# Горная минно-инженерная бригада
Горная минно-инженерная бригада РВГК — форма организации инженерных войск Резерва Верховного Главнокомандования Красной Армии во время Великой Отечественной войны. Появилась в конце 1942 года и предназначалась для закрепления захваченных в ходе наступления рубежей и создания зон оперативных заграждений. В военной литературе и боевых документах для обозначения бригады применялось сокращение «гмибр».
Первые горные минно-инженерные бригады были сформированы в декабре 1942 года на Закавказском фронте. В состав каждой из них входили:
- управление бригады — 38 человек (штат № 012/69);
- рота управления — 106 человек (штат № 012/70);
- 5 горных минно-инженерных батальонов по 440 человек (штат № 012/71).

Общая численность бригады составляла 2344 человека.
Всего было сформировано 5 горных минно-инженерных бригад, которые просуществовали до лета 1943 года. Затем одна бригада была переформирована в горную инженерно-сапёрную бригаду РВГК, остальные были расформированы.

## Источник
Г. В. Малиновский. Бригады инженерных войск Красной Армии 1941—1945 гг. / Под общей редакцией Н. И. Сердцева. — М.: Издательство Патриот, 2005. — 296 с. — ISBN 5-7030-0924-3.